# Bracon rosmectus
Bracon rosmectus är en stekelart som beskrevs av Papp 1990. Bracon rosmectus ingår i släktet Bracon och familjen bracksteklar. Inga underarter finns listade.